# Kleinkirchheimer Straße
Die Kleinkirchheimer Straße (B 88) ist eine 13,7 km lange Landesstraße in Kärnten, Österreich. Namensgebend ist die Gemeinde Bad Kleinkirchheim. Die Kleinkirchheimer Straße ist die Hauptstraße des Kur- und Tourismusortes und auch dessen einzige Verbindung zu den Nachbargemeinden Radenthein im Westen bzw. Reichenau im Osten.

## Verlauf
In Radenthein (746 m Seehöhe) beginnt sie als Abzweig der Millstätter Straße (B 98), durchquert auf halber Strecke Kleinkirchheim, und endet kurz vor Patergassen (1062 m Seehöhe), einem Ortsteil der Gemeinde Reichenau, wo sie in die Turracher Straße (B 95) einmündet. Die gut ausgebaute Straße hat ein Gefälle von maximal 9 % und verläuft über die westliche Rampe des Bad Kleinkirchheimer Sattels, einem Ausläufer im Westen der Gurktaler Alpen.

## Geschichte
Die Millstätter Straße, die 1866 als eine von 58 Kärntner Bezirksstraßen aufgezählt wurde, verband die Orte Millstatt, Radenthein und Kleinkirchheim mit der Feldkirchener Straße und der Salzburger Reichsstraße. Sie gehörte seit dem 1. Jänner 1872 zum Netz der Kärntner Landesstraßen. Nach dem sogenannten „Anschluss“ Österreichs wurde diesen Straßen im Zuge der Vereinheitlichung des Straßensystems am 1. April 1940 in eine Landstraße I. Ordnung umgewandelt.
Die Kleinkirchheimer Straße bestand bis in die 1940er Jahre nur als Schotterweg. Nachdem ein Unwetter am 7. und 8. Juli 1946 große Schäden an der Straße angerichtet hatte – die über die Ufer tretenden Bäche hatten fast alle Brücken weggerissen und waren Teile der Strecke waren vermurt – war sie lange Zeit nur noch mit Pferdefuhrwerken befahrbar. Zuerst wurde bis 1949 die Straße nach Radenthein modern ausgebaut, anschließend erfolgte bis 1961 der Neubau der Ortsdurchfahrt bis zum Hotel Alte Post in Bad Kleinkirchheim und schließlich die Erneuerung der Strecke bis zum Anschluss an die B 95 bei Patergassen. 
1973/74 erfolgte eine Modernisierung (Ausbau und Begradigung) des Anstiegs von Radenthein bis St. Peter. 
Die Kleinkirchheimer Straße wurde bis 1972 als Kärntner Landesstraße Nr. 13 geführt. Am 1. Jänner 1949 wurde auch die Straße zwischen Kleinkirchheim und St. Oswald in das Netz der Kärntner Landesstraßen aufgenommen und bis 1972 als Landesstraße Nr. 13 a bezeichnet.
Die Kleinkirchheimer Straße gehört seit dem 1. Oktober 1972 zum Netz der Bundesstraßen in Österreich. Seither wird die St. Oswalder Straße als Landesstraße Nr. 13 bezeichnet.